# Minojska keramika
Minojska keramika je več kot uporabna za datiranje neme minojske civilizacije. Nemirno, zaporedno, hitro menjavanje umetniških slogov razkriva veselje za novosti, kar je arheologom pomagalo pri ugotavljanju časa nastanka plasti na najdiščih. Lonci z oljem in mazili, izvoženi v 18. stoletju pred našim štetjem s Krete, so bili najdeni na Egejskih otokih in v celinski Grčiji, na Cipru, ob obalah Sirije in Egipta, kar dokazuje razvejane trgovinske stike Minojcev. Zelo fina lončenina v slogu kamares in poznominojskem vzorčastem morskem slogu je najvišja točka minojskega lončarstva.

## Kronologija
Uveljavljeno kronologijo za datiranje minojske civilizacije je razvil sir Arthur Evans v zgodnjih letih 20. stoletja. Njegova terminologija in terminologija, ki jo je predlagal Nikolaos Platon, se še vedno uporabljata, tudi v tem članku. 
Evans je razvrstil fino lončenino po obliki in slogu okrasja. Platon se je osredotočil na zgodovino palače Knosos. Nova metoda, analiza vrst materiala, vključuje geološko analizo grobih in predvsem neokrašenih črepinj, kot da bi bile kamnine. Dobljena razvrstitev temelji na sestavi črepinj. 

## Izvor
Posoda butmirske kulture, ki je nadaljevanje  kulture impresso ('vtisnjen'), je lahko bila vzorec za slog kamares  v minojskem lončarstvu, povezuje butmirsko (in posodo impresso) in minojsko, a se o tem še vedno razpravlja.

## Zgodnjeminojska doba
Kratek uvod v zgodnjeminojsko lončarstvo se osredotoča na nekatere bolj znane sloge, ki pa niso obravnavani celovito. Znane so različne oblike. Za to obdobje so značilni lokalni izdelki s pogostimi kikladskimi vzporednicami ali uvoženimi, kar kaže veliko razprostranjenost.

### Pozni neolitik, zgodnjeminojska doba I
Zgodnjeminojska keramika se je verjetno razvila iz poznega neolitika  brez večje prekinitve. Mnogi menijo, da se je minojska civilizacija razvila na kraju samem in ni bila uvožena z vzhoda. Njena druga glavna značilnost je različnost, kar kaže lokalnost zgodnjeminojskih družbenih običajev.
Kakšen je bil odnos med ZM I in poznim neolitikom, so proučevali predvsem v vzhodni Kreti.  Tam se je pozni neolitik srečal s Kikladi, ker je bilo območje v obeh obdobjih naseljeno, ko ZM I postopoma nadomešča pozni neolitik. O treh možnostih, to so brez priseljevanja, zamenjava domačinov s priseljenci, priseljenci se asimilirajo, ima Hutchinson kompromisno mnenje:
Neolitik na Kreti se ni končal s katastrofo, njena kultura se je razvila v bronasto dobo pod pritiskom vdora razmeroma majhnih skupin priseljencev z juga in vzhoda, kjer sta bila baker in bron že dolgo v uporabi.

### Posoda iz Pirgosa
Zgodnjeminojska doba I vključuje posodo iz  Pirgosa, imenovano tudi vzorčasta žgana posoda. Glavna oblika je kelih ali arkalohorijski kelih, ki bi se s skodelico v kombinaciji z lijakastim stojalom lahko postavil na trdno površino brez polivanja. Pirgos je spodmol (kraška jama z vodoravnim dnom), ki se je uporabljal kot kostnica, morda tudi kot obredni prostor. Ta vrsta keramike je bila črna, siva ali rjava, polirana, z neke vrste vrezanim linearnim vzorcem. Morda so posnemali les.

### Gravirana posoda
Druga vrsta iz tega obdobja je  gravirana posoda, imenovana tudi zarezana posoda. Posode so ročno oblikovane z okroglim dnom, temno žgani vrči (primer) in balonaste skodelice in kozarci ("piksida"). Okrasje je omejeno na vzorce z zarezanimi navpičnimi in vodoravnimi črtami in vzorce ribje kosti. Te posode so s severa in severovzhoda Krete in se zdi, da so bile oblikovane po obdobju kampos kulture Grotta-Pelos, zgodnjekikladske kulture I. Nekateri menijo, da so bile uvožene ali so jih prinesli priseljenci Agia Fotija.

### Ajos Onufrios, Lebena
Posoda iz Ajosa Onufriosa je poslikana z vzporednimi črtami, narejena je bila iz gline s primesjo železa, da bi jo ogenj pordečil zaradi oksidacije v peči, vendar je zaradi redukcije dima postala temnejša in brez večjega nadzora nad barvo, ki je lahko bila od rdeče do rjave. Nato je bil dodan temen vzorec, pobarvan na svetlo. (primer 1, primer 2) Od teh začetkov so se minojski lončarji že osredotočili na linearne oblike vzorcev, izpopolnjevali so skladne oblike in vzorce, ki bi v idealnih razmerah ustrezali obliki opreme. To so vrči, skodelice z dvema ročajema in sklede. Oprema je prišla s severne in južne osrednje Krete kot lebenska posoda, vendar okrašena z belimi vzorci na rdeče poslikanem ozadju (primer). Slednje so našli v grobovih iz zgodnjeminojske dobe I.

### Kumasa in fina siva posoda
V zgodnjeminojski dobi II A so verjetno geometrijsko pobarvane vzorce posode iz Kumasa razvili iz izdelkov iz Ajosa Onufriosa. Modeli so v rdeči ali črni barvi na svetlem ozadju. To so skodelice, sklede, vrči in čajniki (na primer Boginja iz Mirtosa). Tudi cilindrične in sferične škatlice ali piksi, imenovane fina siva posoda ali samo siva posoda, ki se ponaša s polirano površino z zarezanimi diagonalami, pikami, prstani in polkrogi so iz tega obdobja. (primer)

### Posoda iz Vasilikija
Posoda iz Vasilikija primer, minojskega najdišča na vzhodni Kreti, je iz zgodnjeminojskega obdobja II A in II B. Ima lisaste glazirane učinke in je zgodnji poskus nadziranja barve, ima podolgovate nastavke, štrleče iz trupa, in se konča s polkrožnimi nastavkom, kar kaže začetke minojske elegance (primer 1 Arhivirano 2016-09-25 na Wayback Machine., primer 2). Lise so naredili z neenakomernim žganjem pokrite posode z obračanjem, da je potemnela na najbolj vročih delih. Glede na to, da je imela prevleka nadzorovan vzorec, je bil za njeno izdelavo verjetno uporabljen vroč premog. Učinek je bil enak pri čašah, izdelanih iz lisastega kamna.

### Keramika iz zgodnjeminojske dobe III
V zadnjem kratkem prehodu (ZM III) je posoda v vzhodni Kreti začela postajati temna s svetlo pobarvanim okrasjem črt in spiral; pojavili so se prvi karirasti motivi; petkrake zanke, na Gurniji (Walberg 1986) se pojavljajo listni pasovi, rozete in spirale, včasih združene v pasovih. Ti motivi so podobni tistim, ki so jih našli pri morskem slogu. V severni osrednji Kreti, kjer je Knosos, je bilo malo podobnosti: prevladuje temna barva s svetlimi linearnimi pasovi, značilne so noge čaš.

## Srednjeminojska doba
Za palače v Knososu in manjše, kot so Fajstos, Malija in druge, Willetts pravi: 
Te velike palače so bile osrednja značilnost precej mest ... Očitno so bila tudi upravna in verska središča neodvisnih območij otoka.
Zaradi vzpona palačne kulture, "starih palač" v Knososu in Fajstosu in njihovega novega načina urbanizacije, centralizirane družbe s prerazporeditvijo središč so potrebovali več posod za shranjevanje in več različnih vrst za različne namene. V palačnih delavnicah je nastala standardizacija, opravila so bila bolj nadzorovana, začeli so delati tudi elitne posode, večji poudarek je bil namenjen izboljšavam in novostim, tako da sta palačna in podeželska keramika postajali različni.
Oblike najboljših posod so bile oblikovane za mizo in pogostitev. V palačnih delavnicah so v srednjeminojski dobi I B iz Levanta uvedli lončarsko vreteno, ki je omogočalo popolnoma simetrična telesa, narejena iz hitro vrteče gline.  Dobro nadzorovana železova rdeča okrasna glina je bila v obdobju med SM I dodana barvnemu spektru in so jo lahko dosegli samo v zaprtih pečeh brez kisika ali dima.

### Pitos
Vsako mesto je potrebovalo zmogljivosti za človekove potrebe, kar velja tudi za palače. Knosos je imel obsežen sistem sanitarij, sisteme za oskrbo z vodo in odvodnjavanje, dokazano je bilo, da to ni bil slavnostni labirint ali velika grobnica. Tekočine in zrnje so shranjevali v pitosih, ki so bili v skladiščih ali trgovskih prostorih in drugod. Najzgodnejši pitosi so znani iz obdobja tik pred srednjeminojsko dobo I in se nadaljujejo v poznominojski dobi III, ko so postali zelo redki (primer). Približno 400 pitosov so našli v palači Knosos. Povprečni pitos je vseboval približno 550 kilogramov tekočine. Morda zaradi teže pitosi niso bili shranjeni v zgornjih nadstropjih.

### Nov slog
Pojavili so se novi motivi: gravirani slog, taktilna barbotinska posoda, posuta z gumbi in stožci, z glino v trakovih, valovih in grebenih, včasih spominja na različne školjke in v najzgodnejših obdobjih na posodo kamares. Spirale in venci so priljubljeni motivi minojske lončenine od zgodnjeminojske dobe III dalje (Walberg). Nova oblika ima ravne stranice valjaste čaše.
Posoda iz srednjeminojske dobe I A in lokalna keramika sta podobni in so jo našli na obalnih območjih v vzhodnem Peloponezu, ne pa širše v Egejskem morju do srednjeminojske dobe I B; njihov vpliv na lokalno lončarstvo na bližnjih Kikladih je proučevala Angelia G. Papagianupulu (1991). Drobci lončenine iz SM II A so bili najdeni v Egiptu in Ugaritu.

### Lončenina Kamares
Lončenina Kamares je dobila ime po najdbi v jami svetišča na Kamaresu na gori Ida leta 1890. To je prvi virtuozni večbarvni izdelek minojske civilizacije, tudi prvi izraz za prepoznavno okrasje protokamares, nastal je pred uvedbo lončarskega vretena.
Fina glina na kolesu je dovoljevala natančnejše oblike, ki so bile pokrite s temno žgano fino glino in poslikano v beli, rdeči in rjavi barvi s cvetličnimi vzorci v obliki rozete ali različnih spiral. Vzorci se ponavljajo ali včasih prosto plavajo, a so vedno simetrično sestavljeni. Teme so iz narave, od hobotnice, školjke, lilije, žafrana in palme, vse je zelo stilizirano. Celotna površina posode je prekrita, včasih je prostor razdeljen po pasovih. Ena vrsta posode ima izjemno tanek trup in se imenuje jajčna lupina. (primer Arhivirano 2016-04-16 na Wayback Machine.).
Gisela Walberg (1976) je določila štiri stopnje te posode, klasični palačni slog iz SM II, zlasti v palačnem kompleksu Fajstos. Nove oblike so imele zavrtene in radialne motive. (primer 1, primer 2, primer 3 Arhivirano 2016-09-25 na Wayback Machine., primer 4, primer 5).

### Doba cvetja
V srednjeminojski dobi II B je bilo vedno več motivov iz narave, kar napoveduje propad in konec sloga kamares, ki kaže cela polja cvetličnih vzorcev z vsemi prvinami, ki jih povezujejo (Matz). V srednjeminojski dobi III so se začeli pojavljati potiskani vegetativni vzorci, potiskan slog. Za njimi so bili značilni posamezni vegetativni prizori, ki so označevali začetek cvetličnega sloga. Matz to imenuje doba cvetja, ki je dosegla vrhunec v poznominojski dobi I A (nekateri bi vključevali posodo kamares v cvetlični slog).
Cvetlični slog prikazuje palme in papirus z različnimi vrstami lilij in dovršenimi listi na keramiki in freskah. Nekateri umetnostni kritiki to imenujejo "naravni slog" ali "naturalizem", a poudarjajo, da so stilizirane oblike in barve daleč od naravnega. Zelena, naravna barva rastlin se pojavi le redko. Globino predstavlja položaj okoli glavne scene.

## Poznominojska doba
PM I označuje vrhunec minojskega vpliva na celotnem južnem egejskem območju (Peloponez, Kikladi, Dodekanezi, jugozahodna Anatolija). Poznominojska keramika je bila izvožena na Ciper, Kilade, v Egipt in Mikene.

### Rastlinski slog
Predmeti so bili okrašeni z motivi cvetja in listov, prevladujeta rdeča in črna na beli podlagi, in nadaljujejo razvoj srednjeminojske dobe. Značilen je listnati okras, po katerem so bili prepoznavni slikarji  prve slikarske delavnice, a kot v vsej minojski umetnosti imena niso znana.

### Riton
Ritoni so datirani so v poznominojsko dobo I A, so tudi koničasti ritoni ali pivske čaše iz steatita, pa tudi imitacija keramike. Nekateri ritoni so bogato okrašeni vrči, na primer riton kot bikova glava iz Knososa. Te posebne vrste so našli veliko. Bikova glava je največkrat keramična. Druge oblike kamnitih posod iz PM I A in II sta Vaza žanjic iz Agie Triade in Poglavarjeva čaša (Chieftain cup), ki prikazujeta obredni sprevod, Bokser riton (Agia Triada), ki prikazuje boksanje, Sveti riton, ki prikazuje največje svetišče "gospodarice živali" in vsebuje ptice in skakajoče koze in druge.

### Morski slog
V poznominojski dobi IB se je pojavil tudi morski slog, ki so ga morda navdihnile freske in v katerem je bila celotna površina lonca pokrita z morskimi bitji, hobotnicami, ribami in delfini, v ozadju pa so bile skale, alge in spužve (primer 1, primer 2, primer 3). Morski slog je bil zadnji minojski slog iz konca poznominojske dobe I B, ko so bile vse palače in tudi mnoge vile in mesta, razen Knososa, nasilno uničene.

## Minojsko-mikensko obdobje
Okoli 1450, ko je bil začetek poznominojske dobe II, so se mikenski Grki preselili v palačo Knosos, kjer so bili vse do 1400, če tablice z linearno pisavo B lahko datiramo takrat. Nastala kultura ne pomeni preloma z minojsko preteklostjo. Minojski običaji so še vedno veljali tudi pod novo upravo. Oblike posod in modeli pa so vedno bolj dobivali mikenske značilnosti z veliko različnega okrasja. Število slogov se je povečalo, odvisno od avtorja. Spodnja imena so le nekatera najpogostejša. Nekateri avtorji so uporabljali imena "mikenski koiné"; to je bila poznominojska keramika na Kreti, različica razširjenih mikenskih oblik. Najdeni so motivi delfinov na freskah in drugih predmetih. Pogosto se poznominojska lončenina razvršča v podobdobja. Keramika pa ni bila edini material: breča, kalcit, klorit, skrilavec, dolomit in druge barvite kamnine so bile klesane v obliki keramike. Tudi pri bronastih posodah se vidi posnemanje keramike.

### Zapisi o posodah in ponvah
Tablice z linearno pisavo B vsebujejo evidence posod iz različnih vrst materiala. Ideogrami na posodah niso tako jasni, kot je enostavna povezava z odkritimi artefakti. Z uporabo risb iz vsebine groba Tripod Hearth pri Zafer Papuri iz Evansove Minosove palače, , ki prikazuje bronaste posode PM II, mnoge v oblikah kot keramične,  sta Ventris in Chadwick naredila nekaj novih povezav.
| Ideogram               | Linearna pisava B | Mikenska grščina    | Klasična grščina                          | Etimologija | Primeri                                                      |
| 202 GOBLET?            | di-pa             | *dipas (sing)       | depas (sing), čaše, arhične velike posode | C. Luvian tappas and H. Luvian (CAELUM)ti-pa-sº 'sky (po anatolsko kot skodelica, pokrita s ploščato Zemljo)' (Yakubovich apud Melchert) | 1 Arhivirano 2006-10-31 na Wayback Machine., (reprodukcija)  |
| 207 TRIPOD AMFORA      | ku-ru-su-pa3      | ni grško            | ni grško                                  | ? | 1 Arhivirano 2016-03-03 na Wayback Machine. (Early Cypriote) |
| 209 AMFORA             | a-pi-po-re-we     | *amphiphorewes (pl) | amphiphoreus (sing), amfora               | "v zvezi s pristaniščem" (Hoffman) |                                                              |
| 210 posoda s stremenom | ka-ra-re-we       | *khlarewes (pl)     | khlaron (sing), arhaična posoda za olje   | "rumen material" (Hoffman) |                                                              |
| 211 posoda za vodo?    | po-ti-[]-we       | ?                   | ?                                         | ? |                                                              |
| 212 čaša za vodo?      | u-do-ro           | *hudroi (pl)        | hydros (sing), vodna kača                 | "voda (čaša)" |                                                              |
| 213 posoda za kuhanje  | i-po-no           | *ipnoi (pl)         | ipnos (sing), pekač                       | "lončena peč" |                                                              |

### Palačni slog
V poznominojski dobi II je mikenski vpliv postal jasen. Oblike posod v Knososu so podobne tistim na celini. Palačni slog , ki ga predstavlja prilagajanje elementov predhodnih slogov, a tudi dodaja namen, kot je uporaba omejenega okrasja na obrobju in pasovih s poudarkom na bazi in ramenih posode in začetek abstrakcije ((primer 1, primer 2). Ta slog se je začel v PM II in se nadaljeval v PM III. Palačni slog je bil v glavnem omejen na Knosos. V poznem obdobju so se vrnili starejši motivi in postali bolj geometrijski in abstraktni. Egipčanski motivi, kot sta papirus in lotos, so se izgubili.

### Ploščati in zaprti slog
Ploščati slog in zaprti slog sta se razvita v PM III A, B iz palačnega sloga. V zaprtem slogu so še naprej prevladovale morske in rastlinske teme, vendar je umetnik prikazoval horror vacui ali "strah pred praznino". Celotna površina okrasja je bila popolnoma zapolnjena. (primer). Še posebej pogoste so stremenaste posode.

### Subminojska doba
Nazadnje, v subminojski dobi, so postale očitnejše geometrijske dorske oblike. (primer)